# Fortsetzungssatz von Krein
Der Fortsetzungssatz von Krein  (englisch Krein's extension theorem) ist ein Lehrsatz des mathematischen Teilgebiets der Analysis, welcher auf eine von dem sowjetischen Mathematiker Mark Grigorjewitsch Krein (1907–1989) im Jahre 1937 vorgelegten Arbeit zurückgeht. Der Krein'sche Fortsetzungssatz gibt eine Antwort auf die Frage, unter welchen Bedingungen Fortsetzungen positiver linearer Funktionale auf reellen Vektorräumen möglich sind, und ist insofern verwandt mit (und dabei sogar herleitbar aus) dem Satz von Hahn-Banach. Wie dieser und andere Fortsetzungssätze der Mathematik stützt sich sein Beweis auf das Lemma von Zorn und benötigt damit die Annahme der Gültigkeit des Auswahlaxioms.

## Formulierung des Satzes
Der Fortsetzungssatz von Krein kommt in zwei – miteinander jedoch eng verwandten – Formulierungen vor.

### Formulierung nach Neumark
Die eine Formulierung des Fortsetzungssatzes hat der sowjetische Mathematiker Mark Neumark in seiner Monographie Normierte Algebren vorgelegt:
Gegeben seien ein lokalkonvexer topologischer {\displaystyle \mathbb {R} }-Vektorraum {\displaystyle E} und darin ein nichtleerer konvexer Kegel {\displaystyle P\subseteq E} sowie ein linearer Unterraum {\displaystyle S\subseteq E}.

Der Kegel {\displaystyle P} möge innere Punkte enthalten und dabei soll {\displaystyle \left(S\cap P^{\circ }\right)\neq \emptyset } gelten, also mindestens ein Punkt {\displaystyle p\in P^{\circ }} zugleich Punkt des Unterraums {\displaystyle S} sein.

Dann gilt:
Jedes auf dem Unterraum {\displaystyle S} definierte positive lineare Funktional lässt sich zu einem auf dem gesamten Raum {\displaystyle E} definierten positiven linearen Funktional fortsetzen.
Das heißt: Ist {\displaystyle f\colon S\rightarrow \mathbb {R} } ein lineares Funktional, welches der Bedingung {\displaystyle f(p)\geq 0} für alle {\displaystyle p\in \left(S\cap P\right)} genügt, so existiert dazu stets ein Funktional {\displaystyle F\colon E\rightarrow \mathbb {R} } mit {\displaystyle F(p)\geq 0} für alle {\displaystyle p\in P} und {\displaystyle F(x)=f(x)} für alle {\displaystyle x\in S}.

### Formulierung nach Hewitt/Stromberg
Eine etwas andere Formulierung des Fortsetzungssatzes von Krein findet man in der Monographie Real and Abstract Analysis der beiden der US-amerikanischen Mathematiker Edwin Hewitt und Karl Robert Stromberg:
Gegeben seien ein {\displaystyle \mathbb {R} }-Vektorraum {\displaystyle E} und darin ein nichtleerer konvexer Kegel {\displaystyle P\subseteq E} sowie ein linearer Unterraum {\displaystyle S\subseteq E}.

Hinsichtlich der Beziehungen zwischen dem Kegel {\displaystyle P} und den Nebenklassen des Unterraums {\displaystyle S} soll gelten, dass ein Punkt {\displaystyle x\in E} der Bedingung {\displaystyle \left(\left[x+S\right]\cap P\right)\neq \emptyset } dann und nur dann genügt, wenn für den Spiegelpunkt {\displaystyle -x} die entsprechende Bedingung {\displaystyle \left(\left[-x+S\right]\cap P\right)\neq \emptyset } gegeben ist.

Dann gilt:
Ein auf dem Unterraum {\displaystyle S} definiertes positives lineares Funktional lässt sich stets zu einem auf dem gesamten Raum {\displaystyle E} definierten positiven linearen Funktional fortsetzen.

## Unmittelbare Folgerung
Aus dem Krein'schen Fortsetzungssatz zieht man als unmittelbare Folgerung den folgenden Satz:
Ist {\displaystyle P} ein konvexer Kegel in einem lokalkonvexen topologischen {\displaystyle \mathbb {R} }-Vektorraum {\displaystyle E} und ist {\displaystyle p_{0}\in P^{\circ }} ein darin gelegener innerer Punkt, so gibt es stets ein positives lineares Funktional {\displaystyle \phi \colon E\rightarrow \mathbb {R} } mit {\displaystyle {\phi }(p_{0})=1}.

## Anmerkung
Hewitt und Stromberg bezeichnen den Krein'sche Fortsetzungssatz explizit als Krein's extension theorem for nonnegative linear functionals. In diesem Zusammenhang ist zu bemerken, dass man in der analytischen Fachliteratur statt von nichtnegativen linearen Funktionalen (o. ä.) nicht selten auch von positiven linearen Funktionalen (o. ä.) spricht. Gemeint sind in jedem Falle reellwertige lineare Funktionale auf dem gegebenen topologischen Vektorraum, welche die von dem konvexen Kegel induzierte Ordnungsstruktur monoton in die Ordnungsstruktur von {\displaystyle \mathbb {R} } übertragen.